# Grundlsee (gmina)
Grundlsee – gmina w Austrii, w kraju związkowym Styria, w powiecie Liezen. Liczy 1156 mieszkańców (1 stycznia 2023).

## Współpraca
Miejscowość partnerska:
- Rumelange, Luksemburg